# 艾萨克·辛格
艾萨克·梅瑞特·辛格（英語：Isaac Merritt Singer，1811年10月27日—1875年7月23日）是美国的发明家、演员、商人。他对縫紉機进行了重大改良，是勝家衣車的创始人。纵然许多人在他之前都取得过缝纫机的专利，但是辛格的成功之处在于将缝纫机变得更佳便于使用，使得缝纫机终于走入了千家万户。辛格先后与多个妻子结婚，共育有24个子女。